# 魯斯維爾
魯斯維爾是瑞士的城鎮，位於該國中部，由琉森州負責管轄，面積45.23平方公里，七成土地是農業用地，海拔高度634米，2011年人口6，578，人口密度每平方公里145人。